# Світова зірниця
«Світова Зірниця» — тижневик (у 1913 двотижневик) для селян, виходив у Могилеві Подільської губернії (1906-1907), у селі Пеньківці (1908–1911), у Києві (1912-13 і 1917) та у Кам'янці-Подільському (1920).
Видавець і редактор — Й. Волошиновський. «Світова зірниця» багато уваги приділяла сільсько-господарським і кооперативним справам. 1906 року виходила ярижкою.